# Novo Basquete Ponta Grossa
O Novo Basquete Ponta Grossa, ou simplesmente Ponta Grossa, é um clube de basquetebol, sediado na cidade de Ponta Grossa, Paraná. 

## História (basquete masculino)
O Novo Basquete Ponta Grossa (NBPG) foi criado em 2013, contando com o patrocínio do Grupo CCR. O projeto é gerido pela Liga Desportiva de Ponta Grossa, que durante a década de 90 teve uma equipe disputando o Campeonato Paranaense e também o Campeonato Nacional. A criação do NBPG recolocou a cidade de Ponta Grossa no mapa do basquete. 
Desde sua fundação, o Ponta Grossa enfileirou diversos títulos, com destaque para o tetracampeonato paranaense entre 2015 e 2018, além da Supercopa Brasil de 2018 e do Campeonato Brasileiro de Clubes CBB de 2019. Na época em que foram conquistados pelo NBPG, ambos equivaleram à terceira divisão brasileira.     
O clube participa atualmente do Campeonato Brasileiro de Clubes CBB, a divisão de acesso do Campeonato Brasileiro de Basquete (Novo Basquete Brasil).

## Títulos (masculinos)
| Nacionais | Nacionais                           | Nacionais | Nacionais               |
|           | Competição                          | Títulos   | Temporada               |
| --------- | ----------------------------------- | --------- | ----------------------- |
| Brasil    | Campeonato Brasileiro - 3.ª Divisão | 2         | 2018 e 2019             |
| Estaduais |                                     |           |                         |
|           | Competição                          | Títulos   | Temporada               |
| Paraná    | Campeonato Paranaense               | 4         | 2015, 2016, 2017 e 2018 |
| Paraná    | Taça Paraná                         | 3         | 2013, 2014 e 2017       |

### Outros torneios
- Copa Brasil Sul: 4 vezes (2015, 2016, 2017 e 2018).
- Copa Sul-Brasileira: 2015
- Torneio de Rio do Sul: 2018
- Campeonato Paranaense - Série Prata: 2020

## Títulos (femininos)
| Estaduais | Estaduais             | Estaduais | Estaduais               |
|           | Competição            | Títulos   | Temporada               |
| --------- | --------------------- | --------- | ----------------------- |
| Paraná    | Campeonato Paranaense | 4         | 2013, 2014, 2015 e 2018 |